# Shikarpur (Bulandshahr)
Shikarpur is een stad en gemeente in het district Bulandshahr van de Indiase staat Uttar Pradesh.

## Demografie
Volgens de Indiase volkstelling van 2001 wonen er 33.130 mensen in Shikarpur, waarvan 53% mannelijk en 47% vrouwelijk is. De plaats heeft een alfabetiseringsgraad van 50%.